# IC 1887
IC 1887 — галактика типу Sd () у сузір'ї Персей.
Цей об'єкт міститься в оригінальній редакції індексного каталогу.